# Chester Professional Tournament
Il Chester Professional Tournament è stato un torneo professionistico di snooker, non valido per il Ranking, che si è disputato tra il 1969 e il 1970 a Chester, in Inghilterra.

## Albo d'oro
| Edizione | Vincitore  | Finalista    | Risultato | Stagione  | Città   | Impianto                        | Tipologia   |
| -------- | ---------- | ------------ | --------- | --------- | ------- | ------------------------------- | ----------- |
| 1969     | Jackie Rea | John Spencer | 4 - 3     | 1969-1970 | Chester | Upton By Chester British Legion | Non-Ranking |
| 1970     | Jackie Rea | John Spencer | 4 - 3     | 1970-1971 | Chester | Upton By Chester British Legion | Non-Ranking |

## Statistiche

### Finalisti
| N° | Giocatore    | Vittorie | Finali perse | Totale |
| -- | ------------ | -------- | ------------ | ------ |
| 1  | Jackie Rea   | 2        | 0            | 2      |
| 2  | John Spencer | 0        | 2            | 2      |

### Finalisti per nazione
| N° | Nazione          | Vittorie | Finali perse | Totale |
| -- | ---------------- | -------- | ------------ | ------ |
| 1  | Irlanda del Nord | 2        | 0            | 2      |
| 2  | Inghilterra      | 0        | 2            | 2      |

- Vincitore più giovane: Jackie Rea (48 anni, 1969)
- Vincitore più anziano: Jackie Rea (49 anni, 1970)